# Milostný obraz

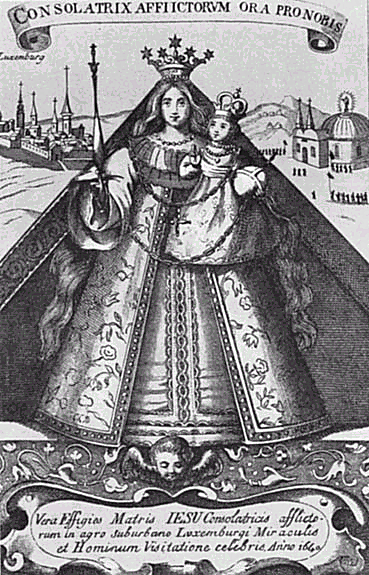
Vyobrazení milostné sošky Těšitelky zarmoucených z Lucemburku

Milostný obraz (zřídka milostné zobrazení, v případě plastických vyobrazení i milostná soška) je malovaným nebo plastickým znázorněním světce, před nímž věřící prosí Boha o udělení milosti. Takovými obrazy milosti jsou především vyobrazení Panny Marie (viz také Madona), vzácněji Ježíška .
Některé obrazy milosti jsou spojeny s uzdravením nebo jinými zázračnými událostmi, takže jsou často cílem poutí . V takových případech byla pro zázračný obraz obvykle postavena vlastní kaple. Obrazová vyobrazení Matky Boží a dítěte Ježíše často nosí pozlacené korunky ze stříbra a nákladné oblečení .
Historie jednotlivých milostných obrazů je často spojena s legendárními příběhy o jejich objevení, poškození, loupeži nebo zneužití. O historii milostných obrazů obecně lze říci, že jejich význam vzrostl od pozdního středověku, kdy jednotlivé obrazy ve smyslu devotio moderna hrály stále větší roli.

## Slavné milostné obrazy
Slavné milostné obrazy lze najít například v milostné kapli v Altöttingu, Kevelaeru a Werl (všechny v Německu)  či v kapli paulínského kláštera Jasna Góra v Čenstochové v Polsku.

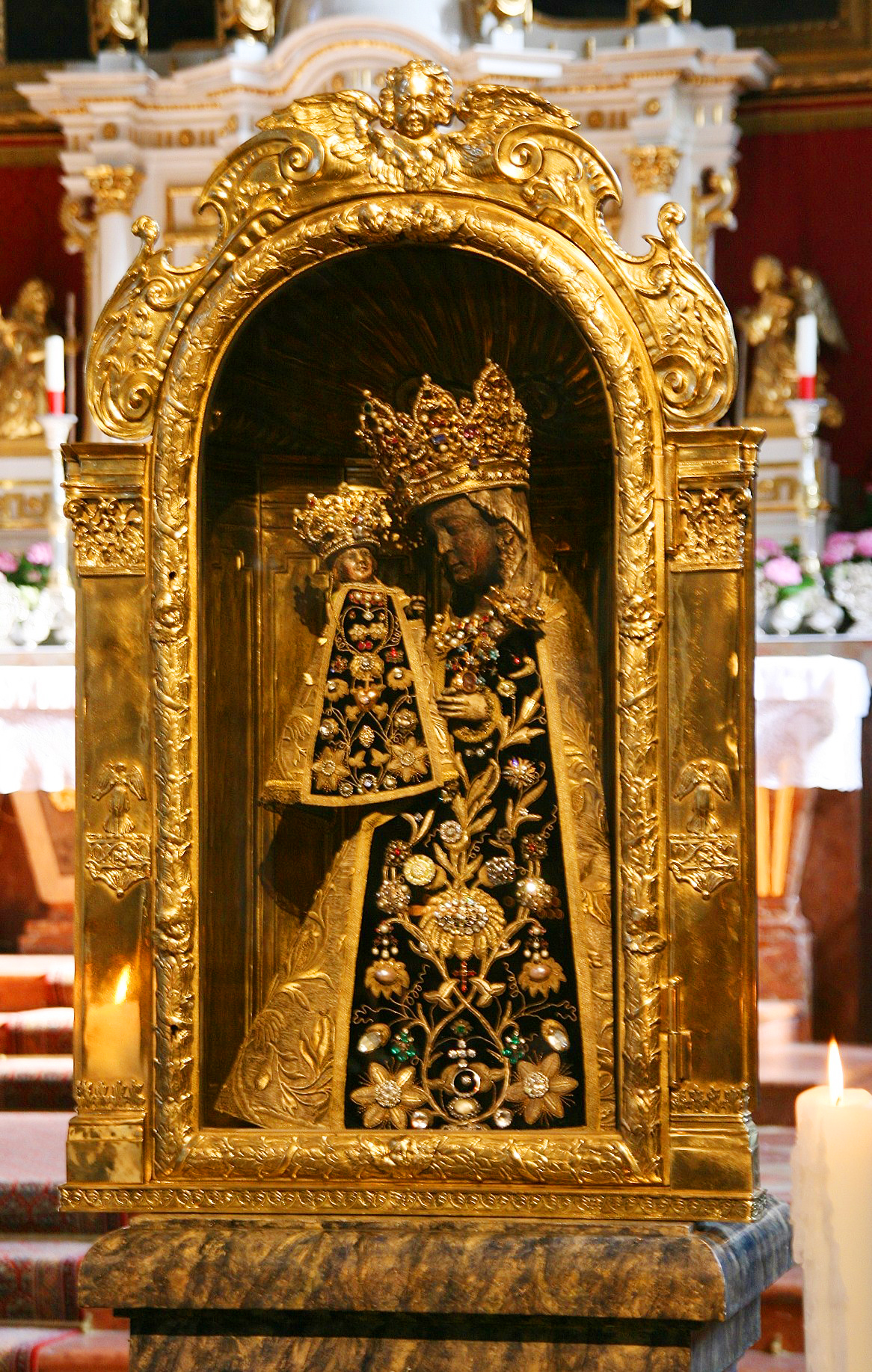
Černá Madona v Altöttingské kapli
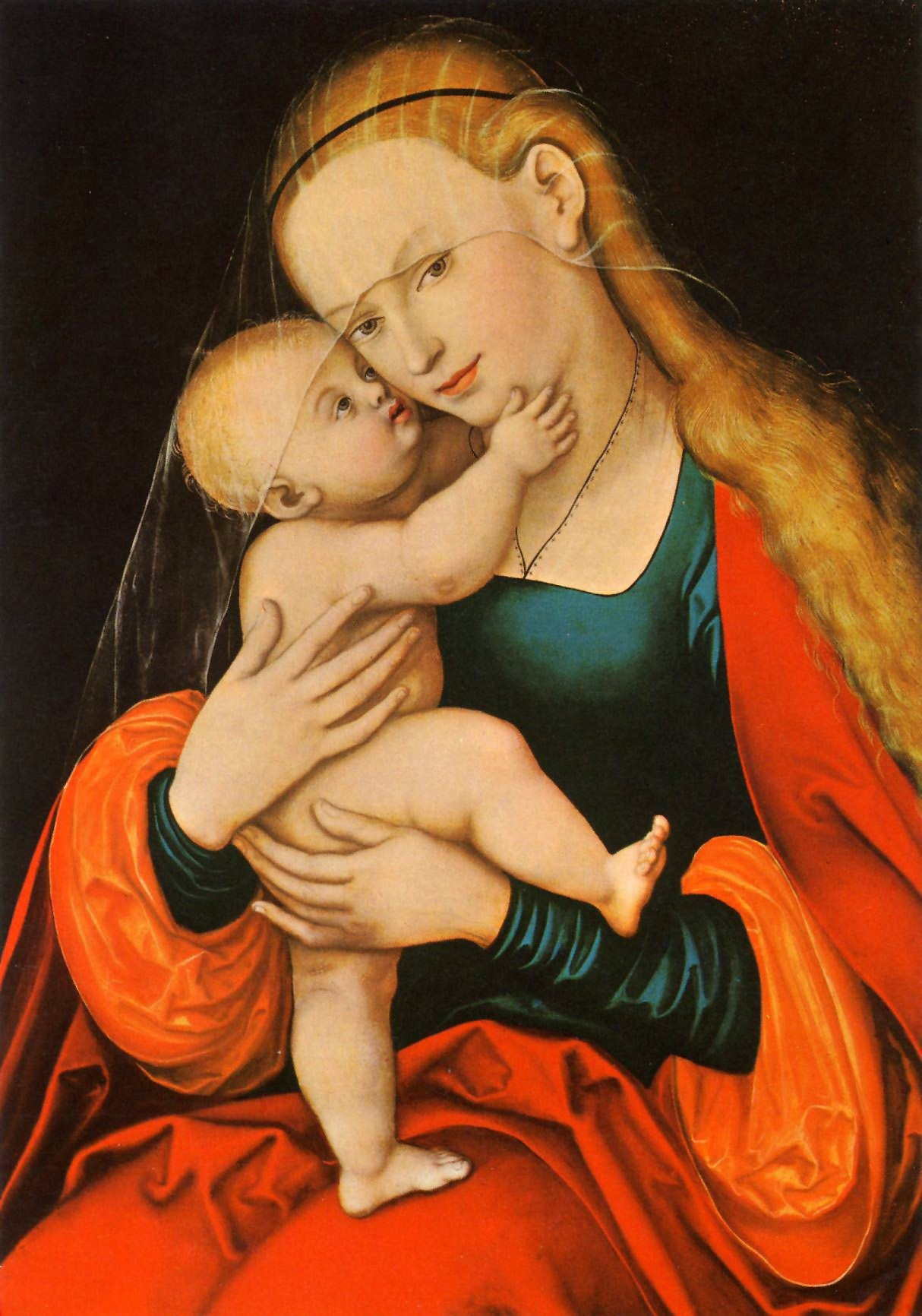
Mariahilf v Innsbrucku
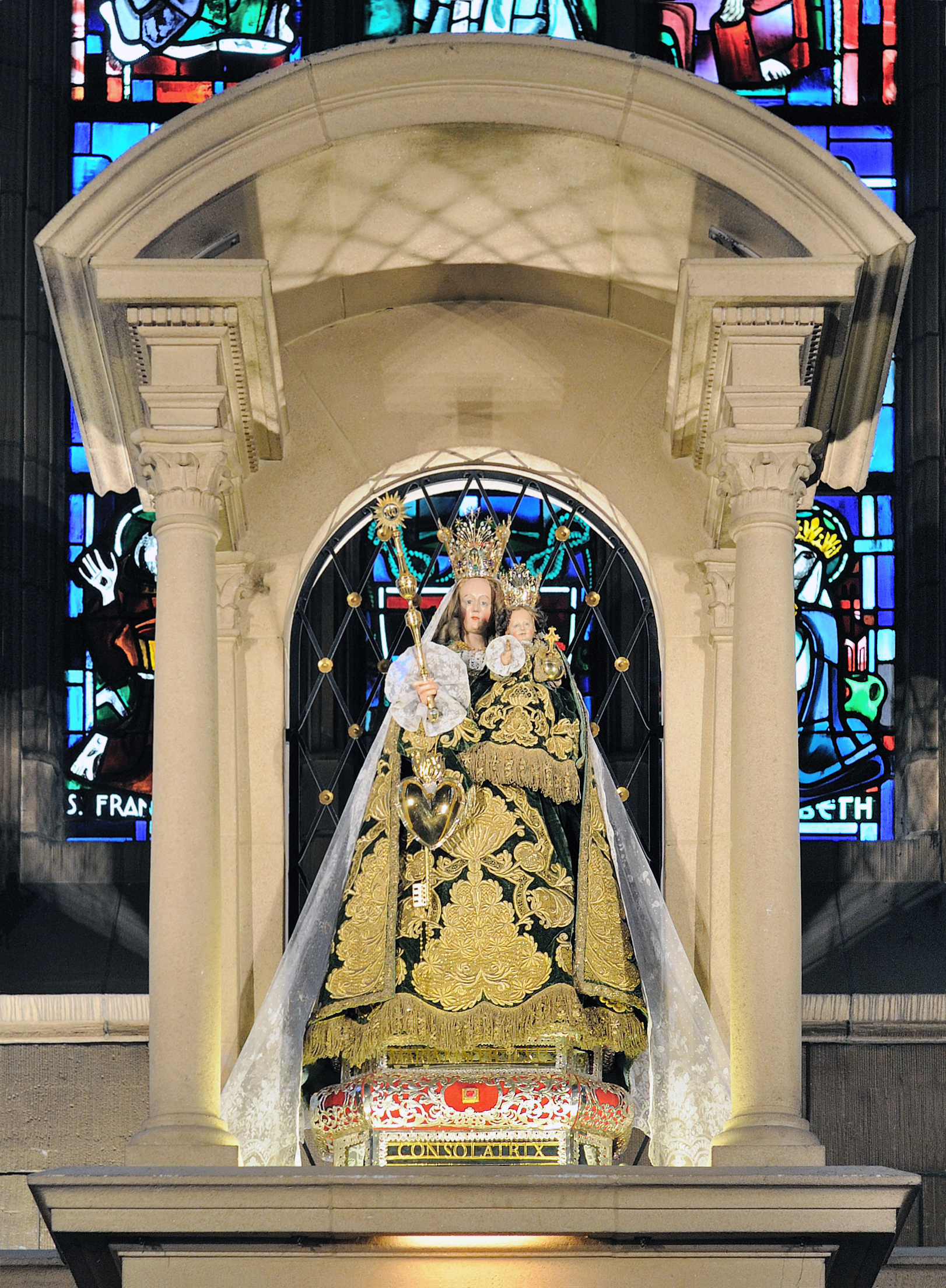
Utěšitelka zarmouceného Lucemburska
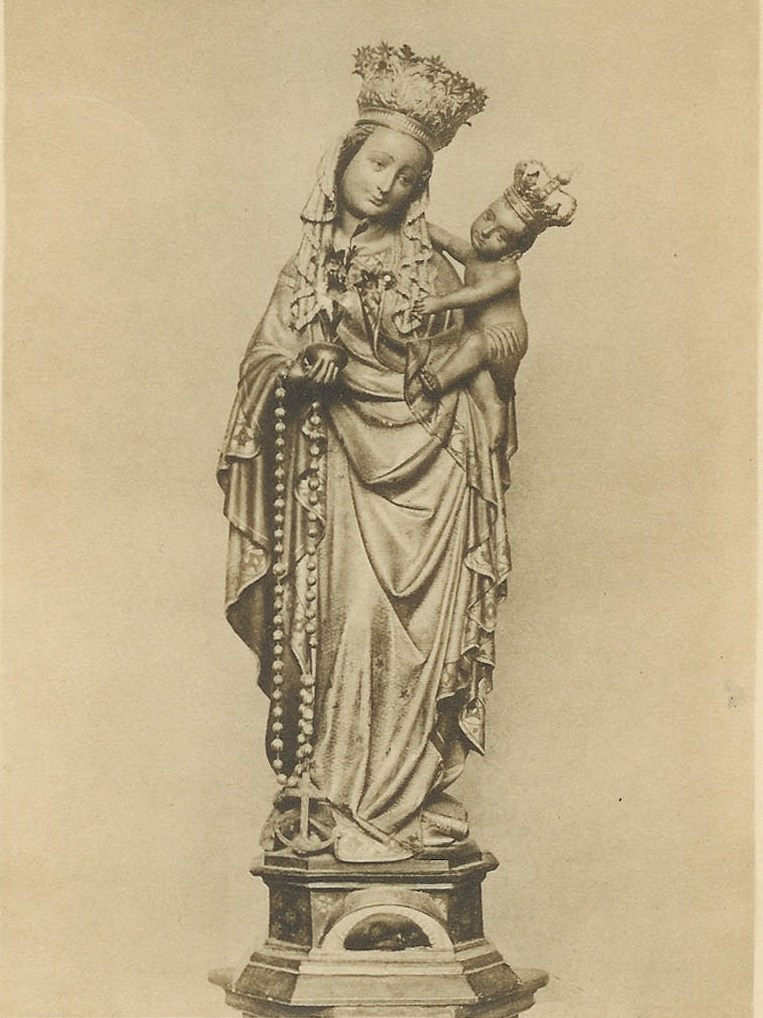
Maria Hvězda mořská Maastricht
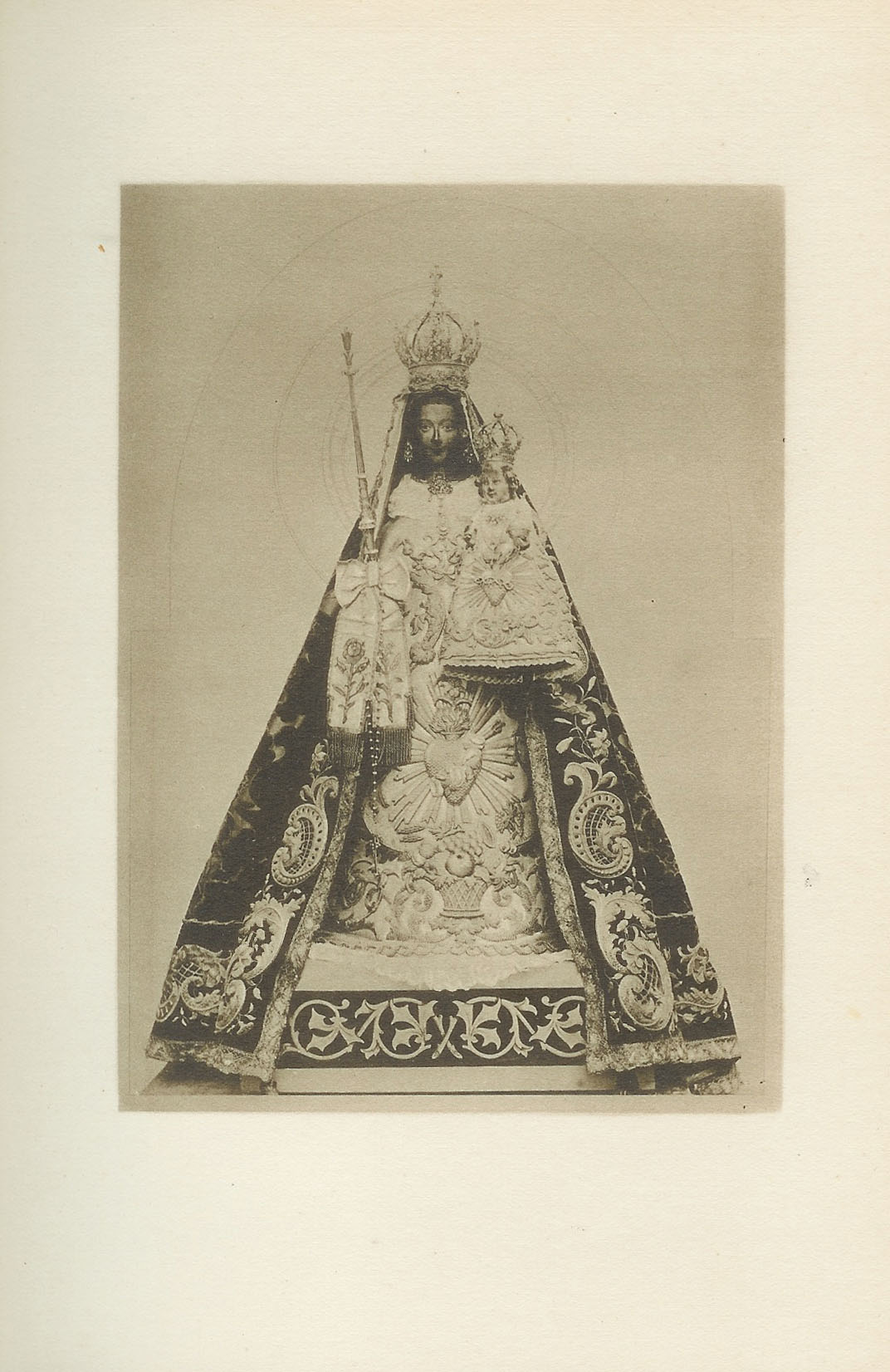
Sladká Matka Herzogenbusch
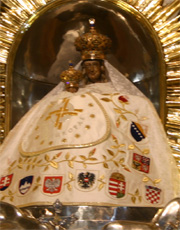
Magna Mater Austriae Basilica Mariazell
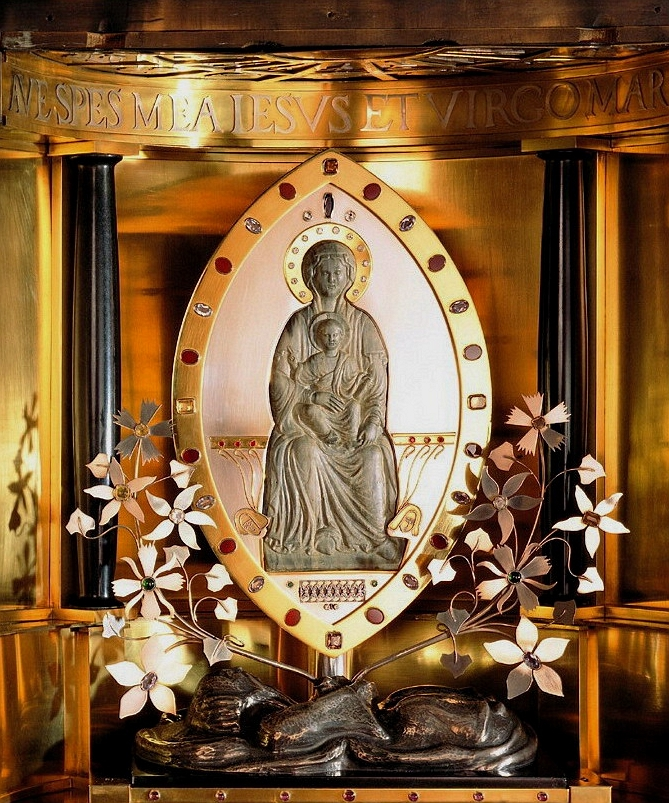
Unsere Liebe Frau (Naše Milá Paní) v bazilice Seckau
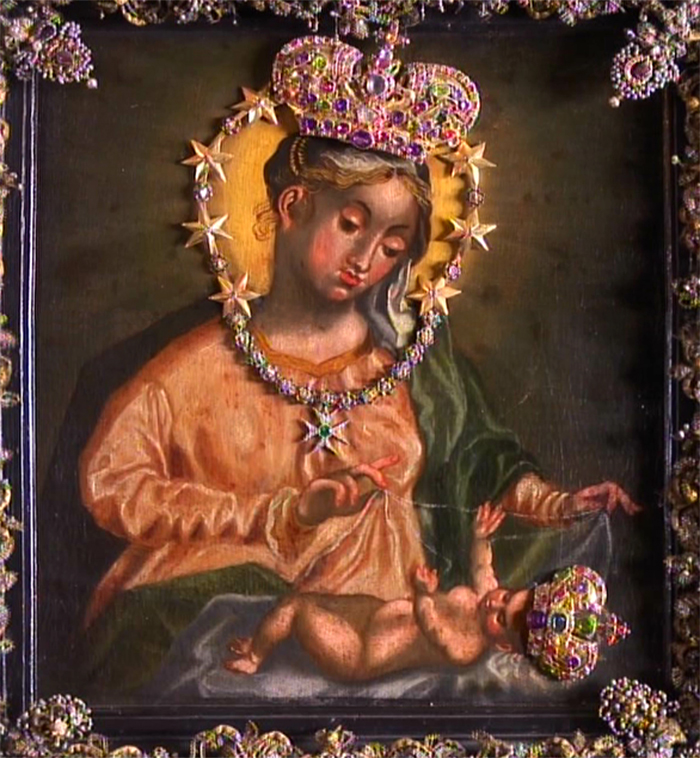
Milostný obráz Maria Plain v Salcburku
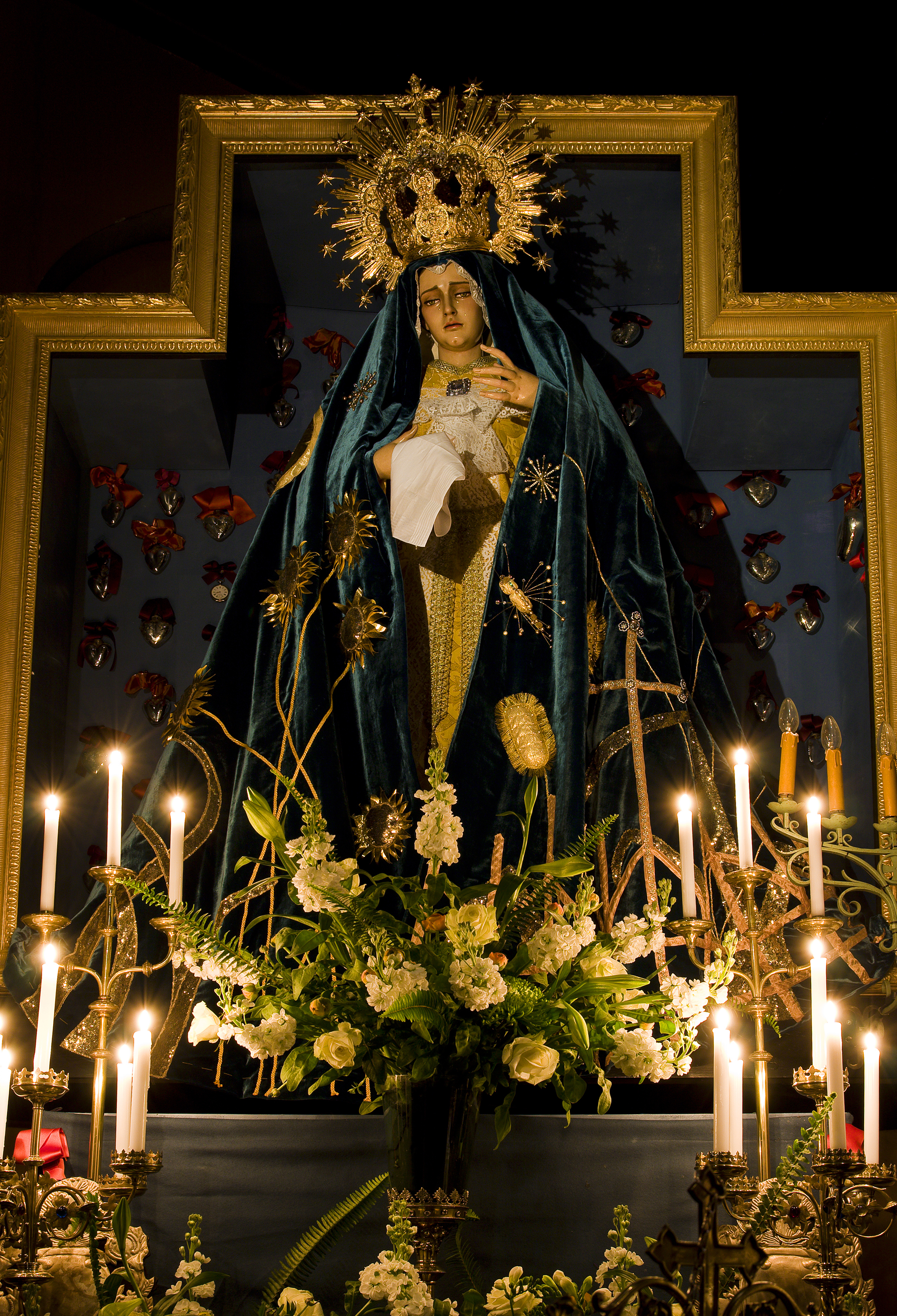
Matka smutku ve Warfhuizen
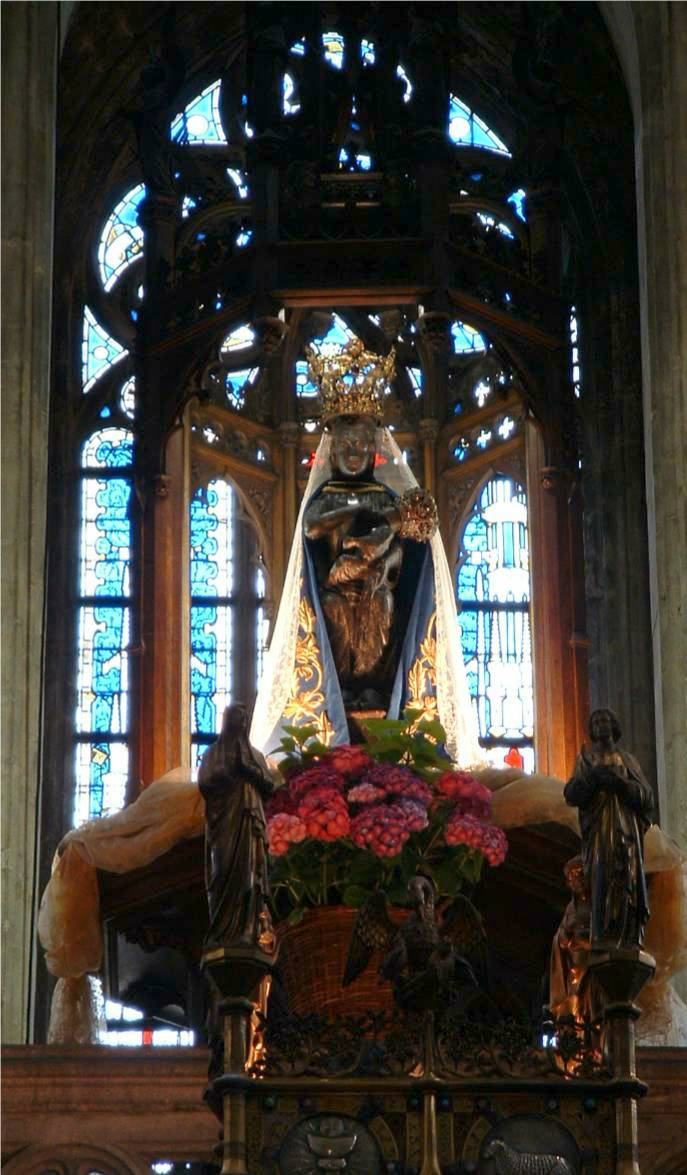
Matka Boží z Halle (Belgie)
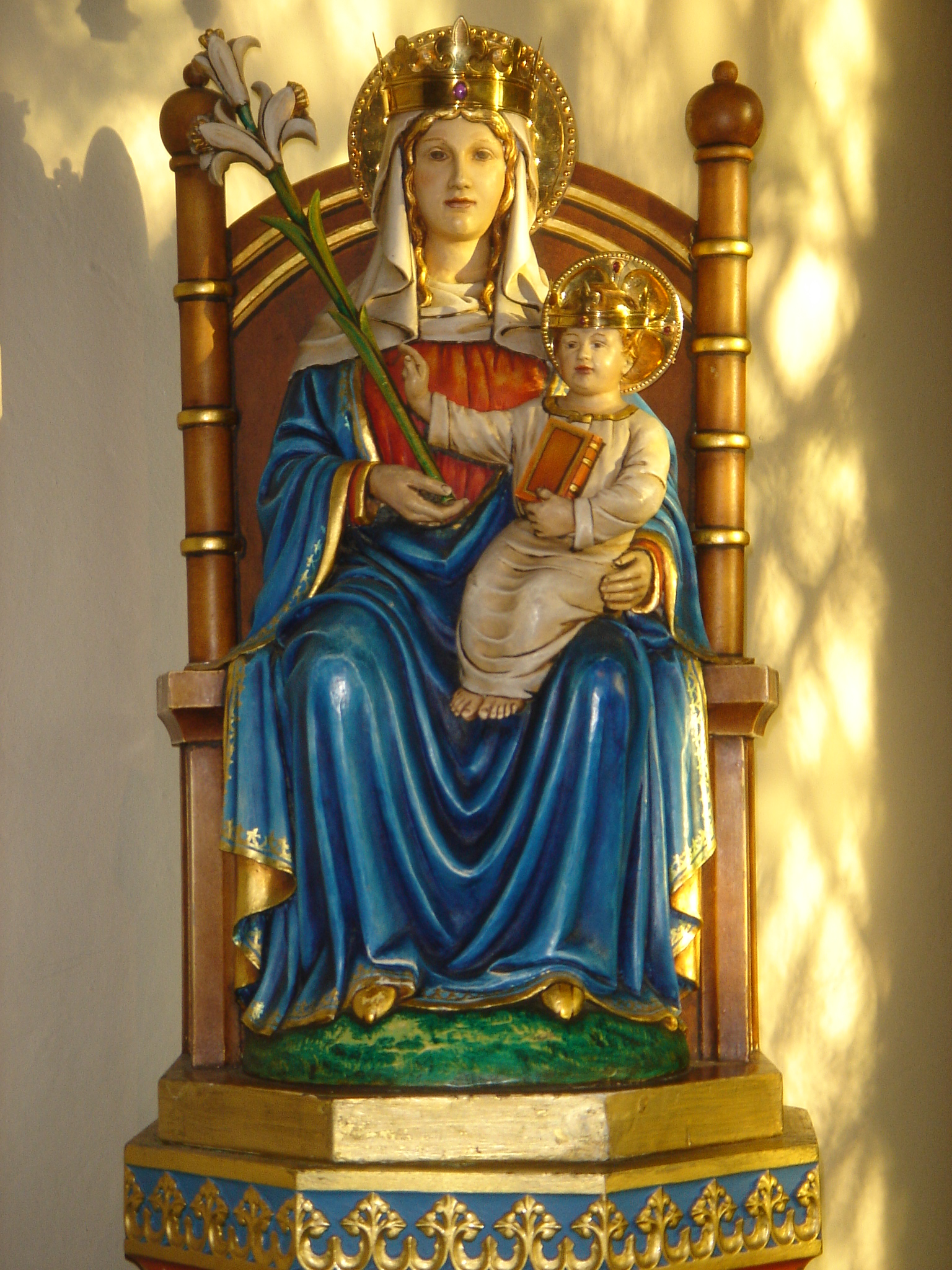
Naše Paní  z Walsinghamu
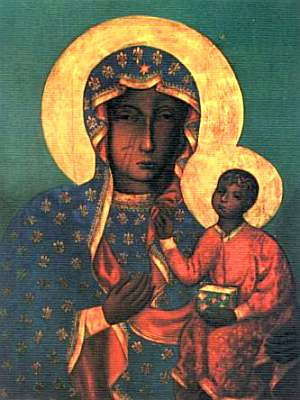
Černá madona z Čenstochové
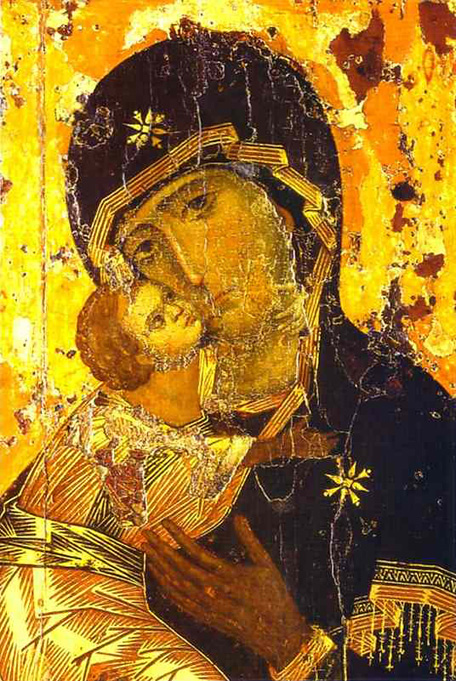
Matka Boží, Vladimíra
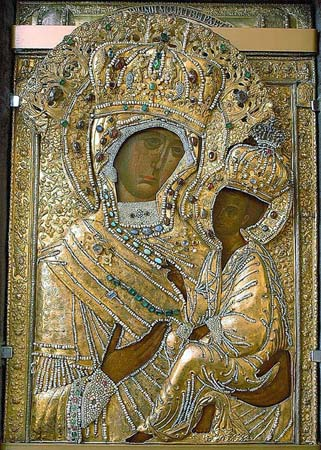
Matka Boží, Tichvina
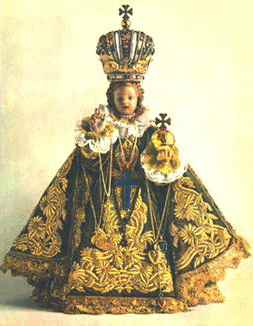
Pražské Jezulátko
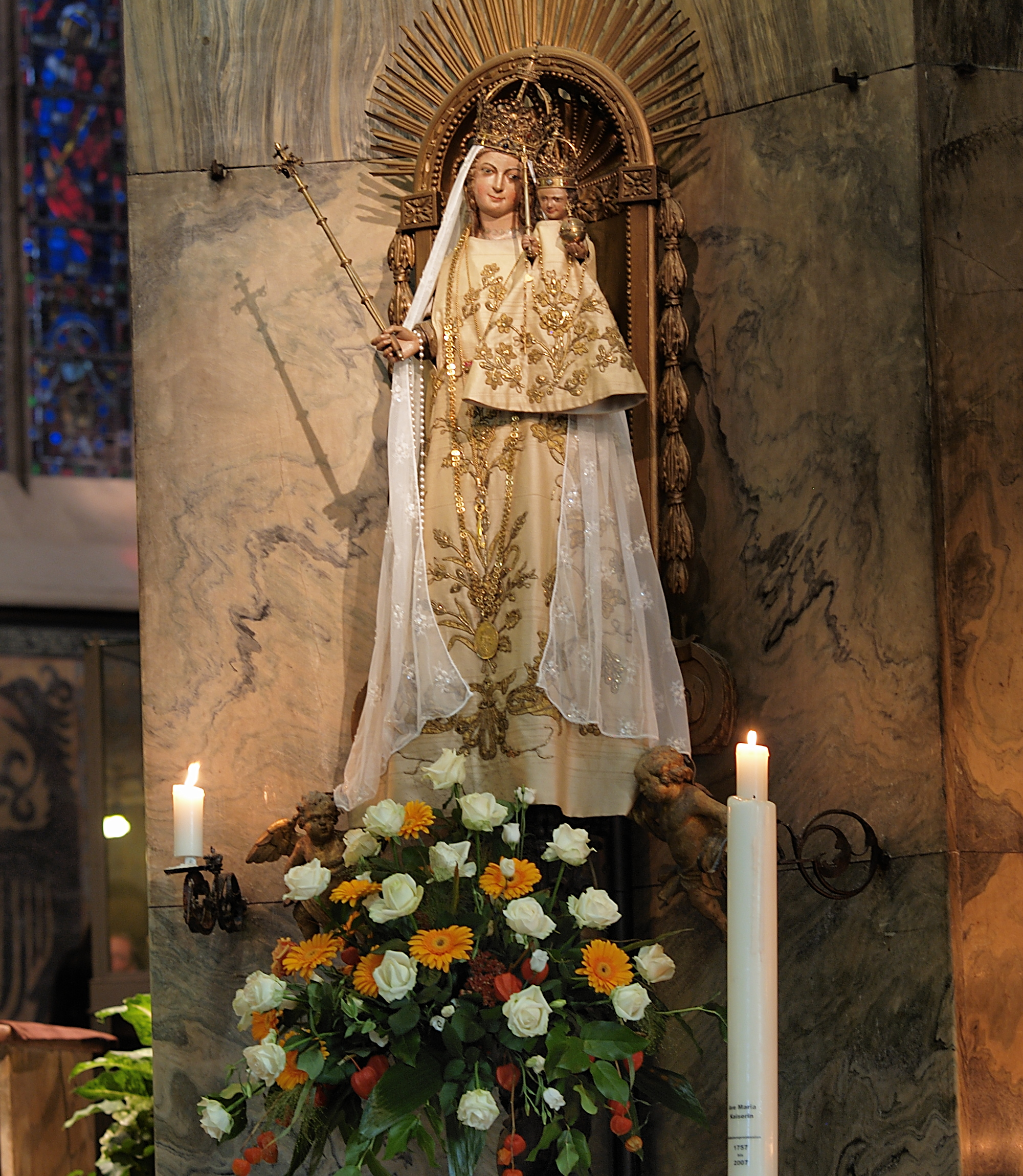
Cášský milostný obraz
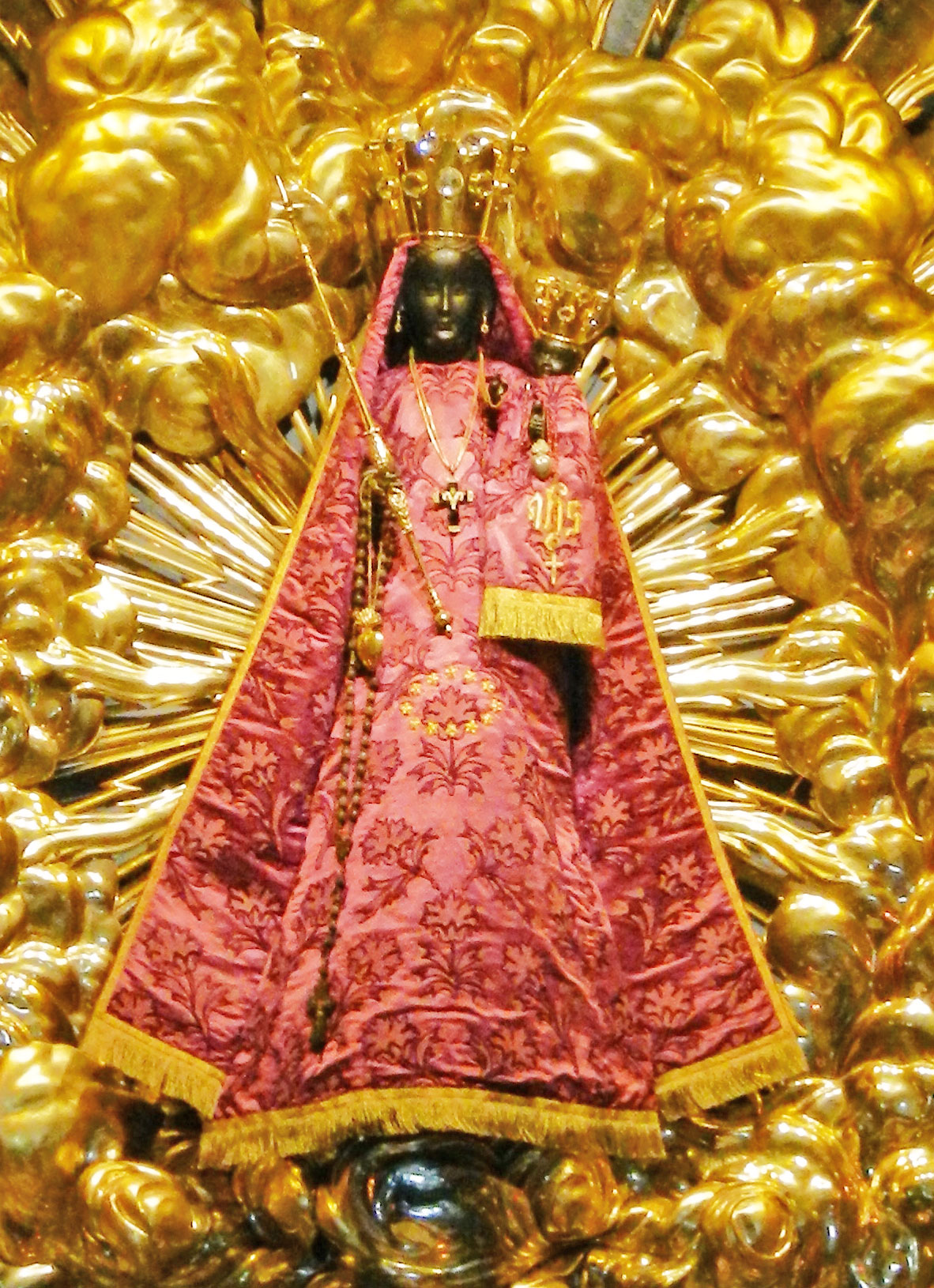
Milostný obraz Panny Marie z Einsiedelnu ve Švýcarsku
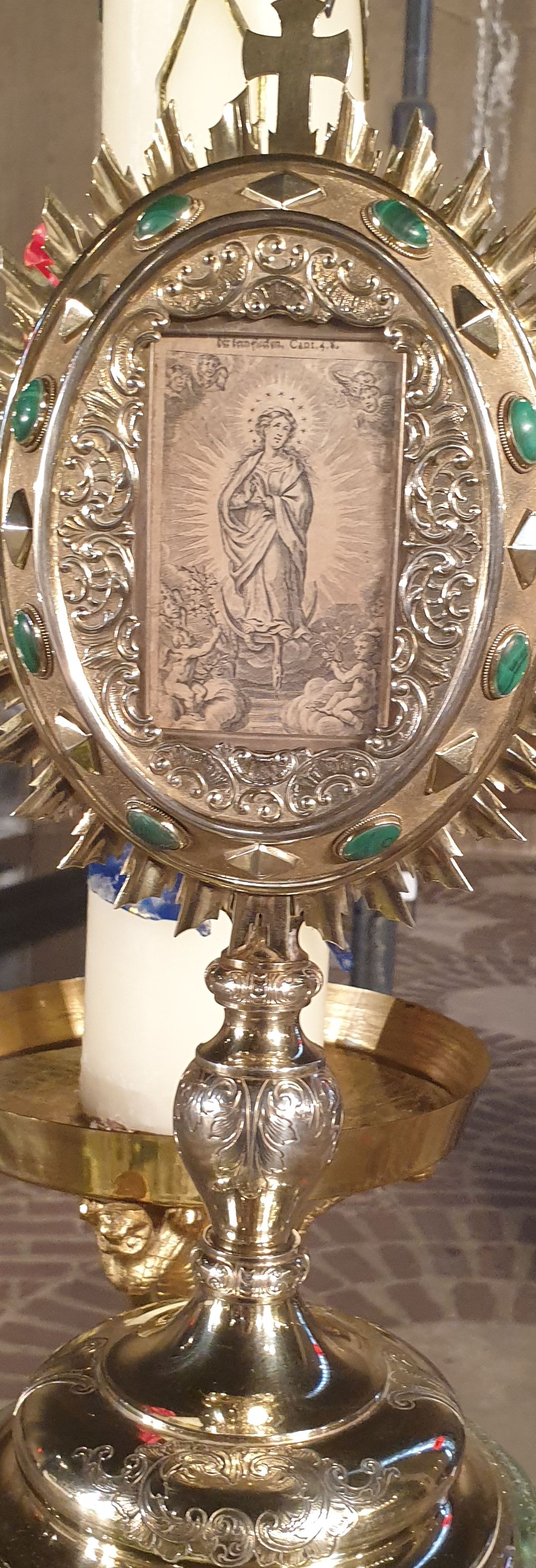
Neposkvrněné početí z Hardenbergu v Neviges